# پاپیولار ساینس
علم برای عموم (به انگلیسی: Popular Science) همچنین شناخته‌شده به نام پاپ‌سای (به انگلیسی: PopSci) یک ماهنامهٔ آمریکایی است. این مجله، مقالات علمی را به صورت عامه فهم چاپ می‌کند. نخستین شمارهٔ این ماهنامه در مه ۱۸۷۲ به چاپ رسیده و انتشار آن تاکنون بی‌وقفه ادامه داشته‌است. از سال ۲۰۱۶ (میلادی) این مجله ماهانه چاپ نشده و هر دو ماه یکبار چاپ می‌شود.